# Joe Wagner
Joe Wagner en amerikansk astronom.
Minor Planet Center listar honom under namnet J. Wagner och som upptäckare av sex asteroider mellan 1983 och 1984.

## Asteroid upptäckt av Joe Wagner
| 3045 Alois        | 8 januari 1984 |
| 3512 Eriepa       | 8 januari 1984 |
| 3562 Ignatius     | 8 januari 1984 |
| 3589 Loyola       | 8 januari 1984 |
| 5163 Vollmayr-Lee | 9 oktober 1983 |
| (13007) 1984 AU   | 8 januari 1984 |